# Dystopia (альбом Megadeth)
Dystopia — п'ятнадцятий студійний альбом американського метал-гурту Megadeth, виданий 22 січня 2016 року.
Дана платівка, як і попередній альбом гурту Super Collider, отримала позитивні відгуки від критиків, котрі охарактеризували альбом як повернення до фірмового звучання гурту. На інтернет — ресурсі Metacritic альбом отримав 69 балів із 100 (станом на вересень 2016 року). Платівка дебютувала на № 3 у чарті Billboard 200, що стало другим показником для гурту у США після альбому Countdown to Extinction (який очолив чарт у 1992 році).

## Про альбом
Перед записом альбому гурт поповнився новими учасниками: в кінці березня 2015 року Кріс Адлер, барабанщик гурту Lamb of God, заявив про своє приєднання до Megadet, а 2 квітня 2015 року — бразильський гітарист Кіко Лоурейро, відомий своєю роботою із гуртом Angra (оскільки попередні учасники — барабанщик Шон Дровер та гітарист Кріс Бродерік — заявили про свій вихід із гурту).
Перший сингл «Fatal Illusion» було представлено 1 жовтня 2015 року і в цей же день гурт оголосив назву нової платівки — «Dystopia»
11 грудня 2015 року вийшов кліп на пісню «The Threat is Real»

## Список композицій
| #     | Назва                                | Тривалість |
| ----- | ------------------------------------ | ---------- |
| 1.    | «The Threat Is Real»                 | 4:22       |
| 2.    | «Dystopia»                           | 5:00       |
| 3.    | «Fatal Illusion»                     | 4:16       |
| 4.    | «Death from Within»                  | 4:48       |
| 5.    | «Bullet to the Brain»                | 4:29       |
| 6.    | «Post-American World»                | 4:25       |
| 7.    | «Poisonous Shadows»                  | 6:02       |
| 8.    | «Conquer... or Die!» (Instrumental)  | 3:33       |
| 9.    | «Lying in State»                     | 3:34       |
| 10.   | «The Emperor»                        | 3:54       |
| 11.   | «Foreign Policy» (кавер-версія Fear) | 2:28       |
| 46:51 |                                      |            |

| Бонус-трек японського видання | Бонус-трек японського видання | Бонус-трек японського видання |
| #                             | Назва                         | Тривалість                    |
| ----------------------------- | ----------------------------- | ----------------------------- |
| 12.                           | «Me Hate You»                 |                               |

| Видання iTunes | Видання iTunes                       | Видання iTunes |
| #              | Назва                                | Тривалість     |
| -------------- | ------------------------------------ | -------------- |
| 1.             | «The Threat Is Real»                 | 4:22           |
| 2.             | «Dystopia»                           | 5:00           |
| 3.             | «Fatal Illusion»                     | 4:16           |
| 4.             | «Death from Within»                  | 4:48           |
| 5.             | «Bullet to the Brain»                | 4:29           |
| 6.             | «Post-American World»                | 4:25           |
| 7.             | «Poisonous Shadows»                  | 6:02           |
| 8.             | «Look Who's Talking» (Bonus track)   | 4:14           |
| 9.             | «Conquer... or Die!» (Instrumental)  | 3:33           |
| 10.            | «Lying in State»                     | 3:34           |
| 11.            | «The Emperor»                        | 3:54           |
| 12.            | «Last Dying Wish» (Bonus track)      | 3:49           |
| 13.            | «Foreign Policy» (кавер-версія Fear) | 2:28           |
| 54:54          |                                      |                |

## Учасники запису
Megadeth
- Дейв Мастейн — вокал, гітара
- Девід Еллефсон — бас-гітара, бек-вокал
- Кіко Лоурейро — гітара, фортепіано в «Poisonous Shadows»
- Кріс Адлер — ударні